# Naturschutzgebiet Uferzone Dassower See
Die Uferzone Dassower See ist ein Naturschutzgebiet in der mecklenburg-vorpommerschen Stadt Dassow und der Gemeinde Selmsdorf im Amt Schönberger Land im Landkreis Nordwestmecklenburg.

## Allgemeines
Das etwa 154 Hektar große Naturschutzgebiet ist mit der Nummer N 143 in das durch das Umweltministerium geführte Verzeichnis der Naturschutzgebiete eingetragen. Das Naturschutzgebiet ist Bestandteil des FFH-Gebietes „Küste Klützer Winkel und Ufer von Dassower See und Trave“ und zu einem großen Teil Bestandteil des EU-Vogelschutzgebietes „Feldmark und Uferzone an Untertrave und Dassower See“. Es grenzt an das Naturschutzgebiet „Dassower See, Inseln Buchhorst und Graswerder (Plönswerder)“. An der Traveförde grenzt es im Norden an das Naturschutzgebiet „Küstenlandschaft zwischen Priwall und Barendorf mit Harkenbäkniederung“ und im Westen an das Naturschutzgebiet „Selmsdorfer Traveufer“. Bei Dassow grenzt es an das Naturschutzgebiet „Stepenitz- und Maurine-Niederung“. Im Süden und Westen schließt sich das Landschaftsschutzgebiet Palinger Heide und Halbinsel Teschow an. Das Gebiet steht seit dem Jahr 2000 unter Naturschutz (Datum der Verordnung: 21. August 2000).

## Beschreibung
Das Naturschutzgebiet liegt nordöstlich von Lübeck. Es stellt die auf dem Gebiet Mecklenburg-Vorpommerns liegenden Flach- und Steilufer des Dassower Sees unter Schutz. In das Naturschutzgebiet sind die südöstlich von Teschow liegenden Niederungsbereiche am Teschower Moorsee (auch als „Grotendiek“ bezeichnet) mit dem Zufluss zum Dassower See, die Niederungsbereiche am Mühlenbach bei Dassow und am Benckendorfer Bach westlich des Dassower Ortsteils Benckendorf sowie die westlich des Dassower Ortsteils Schwanbeck liegenden Feuchtsenken einbezogen.
Die steileren Uferbereiche werden von trockenen Standorten geprägt, die zum See hin in Feuchtgebüsche und die den Dassower See umgebenden Röhrichtzonen übergehen. Ein Steilufer ist insbesondere im Norden des Schutzgebietes ausgeprägt. Hier ist ein Wechsel von lockeren Gebüschen und Vorwaldbiotopen vorherrschend. An den flachen Uferbereichen sowie den Niederungsbereichen herrschen Röhrichtzonen und Bruchwaldbereiche sowie Feuchtwiesen mit Flutrasen und Hochstaudenfluren vor. Insbesondere der Niederungsbereich bei Teschow ist bewaldet. Auch der Lauf des Benckendorfer Baches wird von Gehölzen begleitet.
Das Naturschutzgebiet ist Lebensraum u. a. von Eisvogel, Gänsesäger, Neuntöter und Sperbergrasmücke. Die trockenen Standorte an den steilen Uferbereichen sowie entlang des ehemaligen Kolonnenwegs werden von Sandtrockenrasen eingenommen. Sie haben eine große Bedeutung für an diesen Lebensraum angepasste Reptilien- und Insektenarten.
Das Naturschutzgebiet ist auf mecklenburg-vorpommerscher Seite größtenteils von landwirtschaftlichen Nutzflächen umgeben. Stellenweise schließen sich bewaldete Flächen an.